# Clanwilliam
Clanwilliam este un oraș din provincia Western Cape, Africa de Sud.

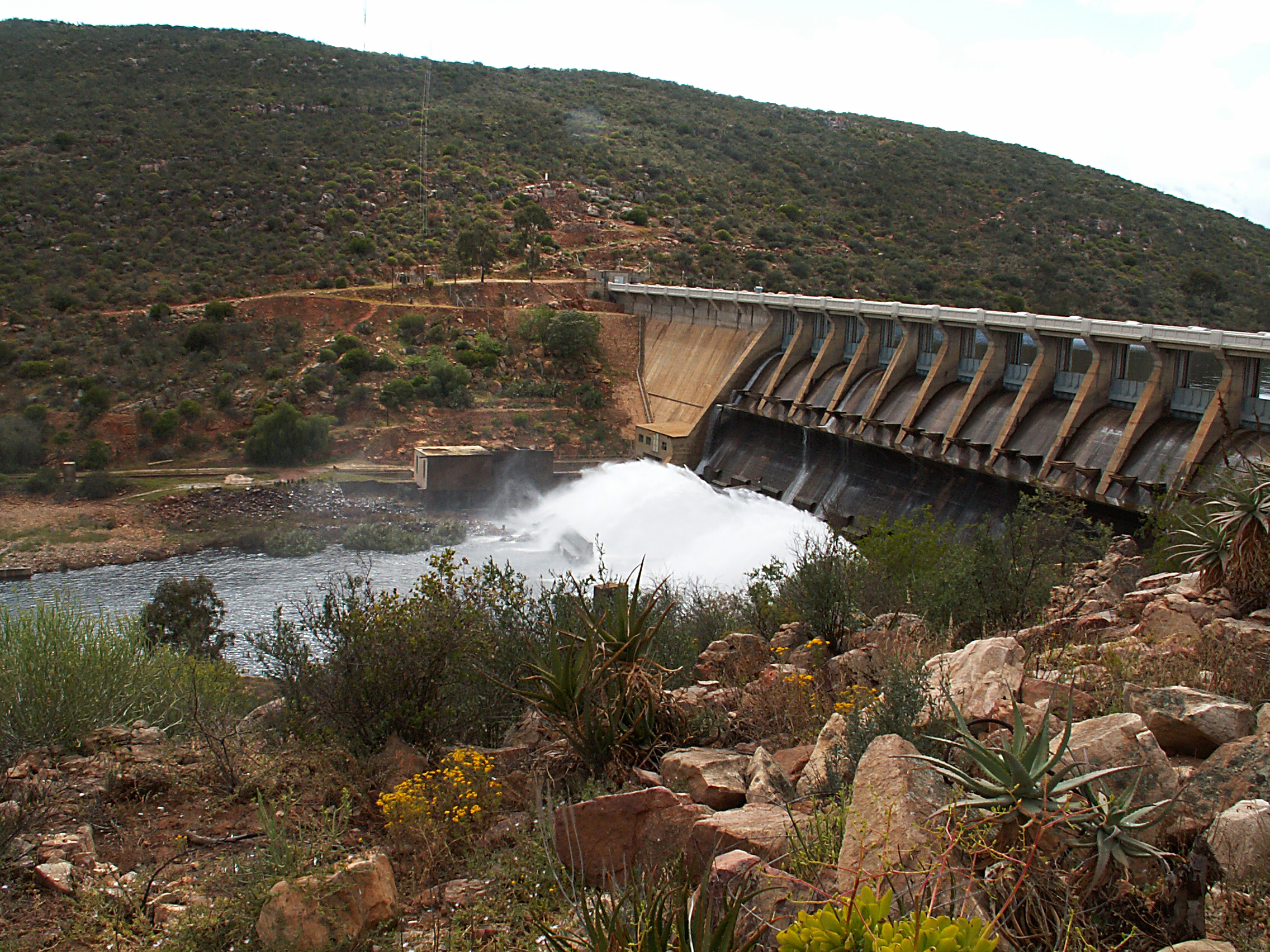
Baraj, Clanwilliam